# Obra (flod)
För andra betydelser, se Obra.

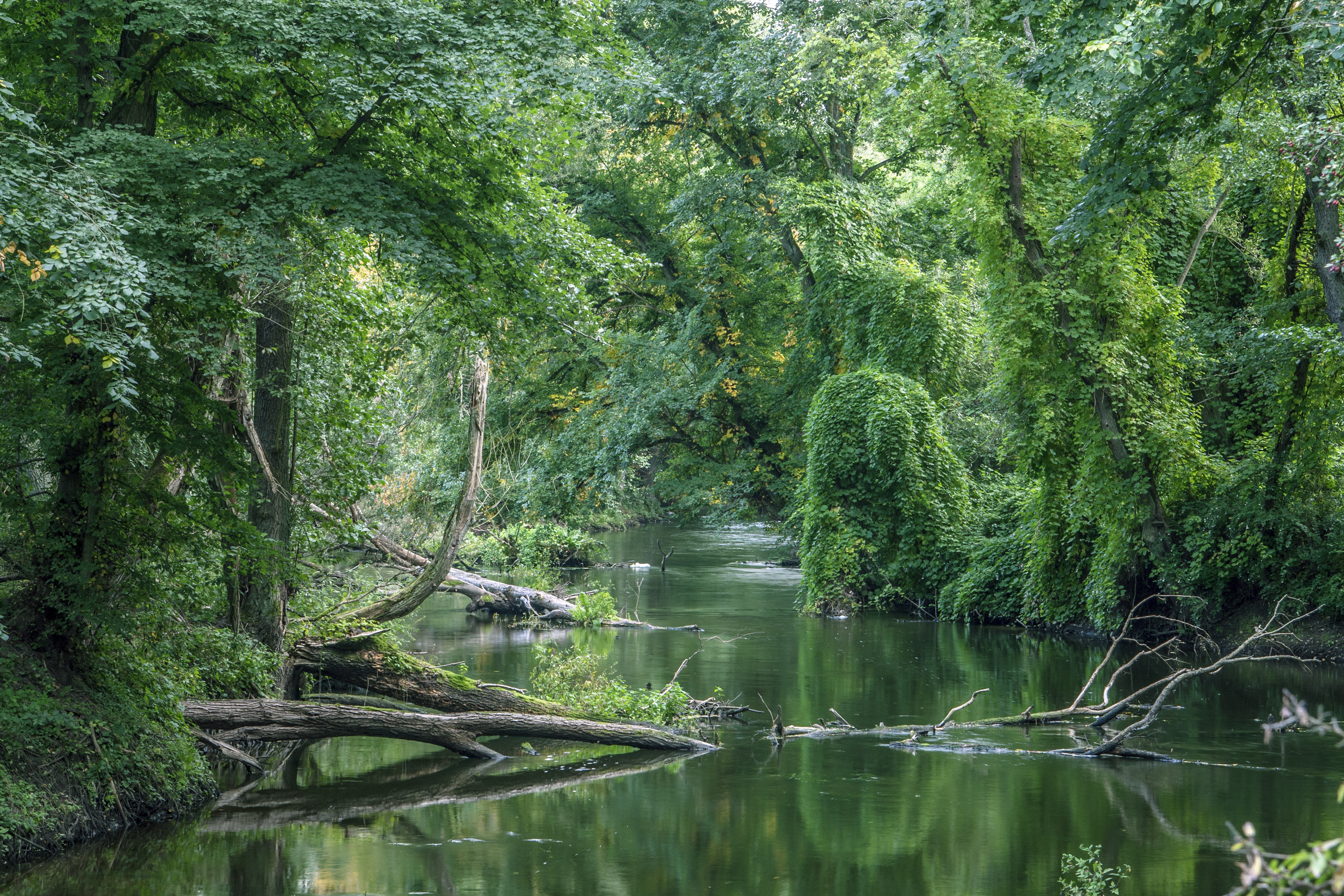
Obra vid Skwierzyna.

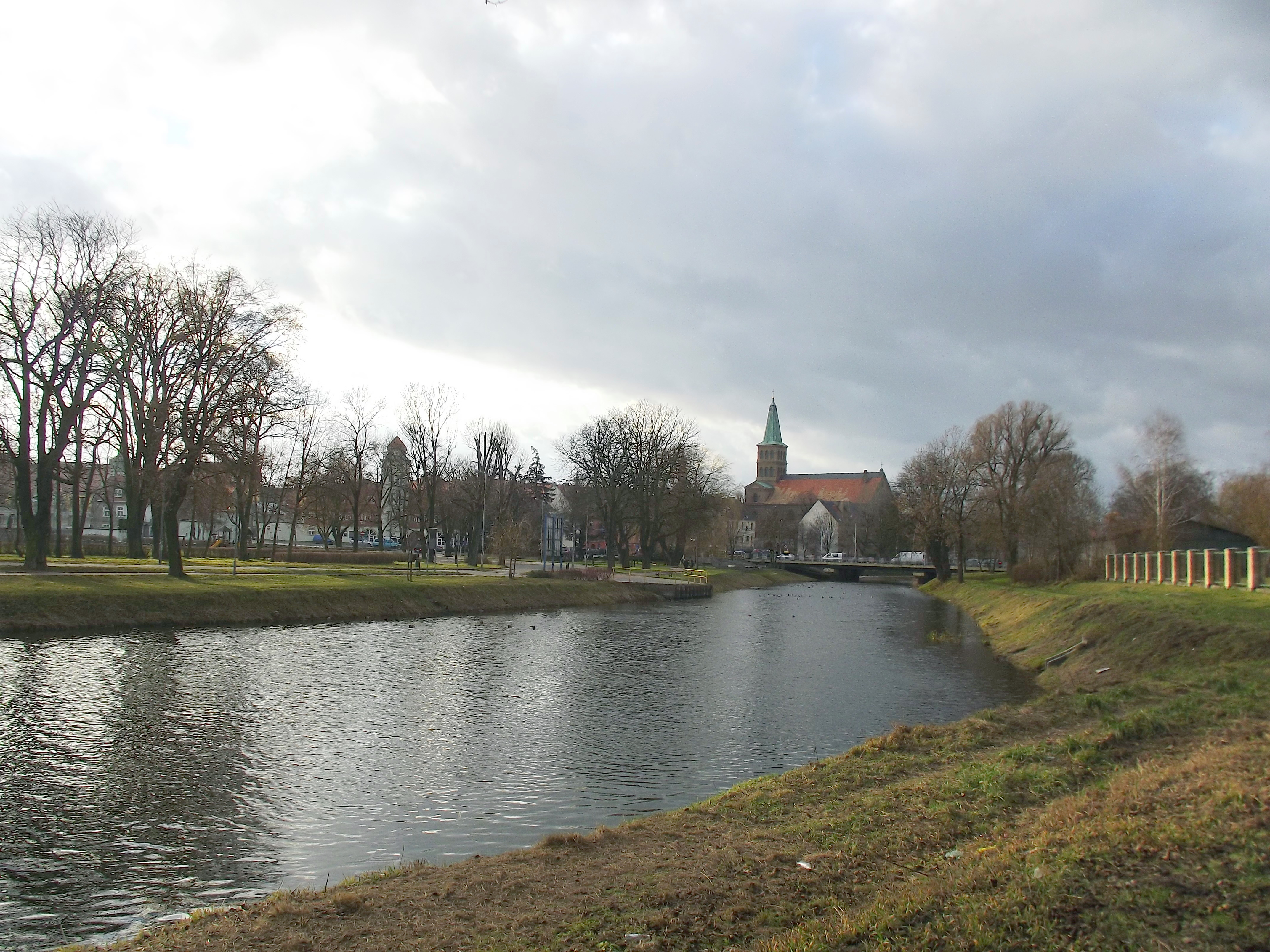
Obra vid Międzyrzecz.

Obra är en 164 kilometer lång biflod till floden Warta i västra Polen. Flodens källa ligger i närheten av Jarocin i Storpolens vojvodskap och mynningen i Warta vid Skwierzyna i Lubusz vojvodskap. Den delar sig vid Chobienickiesjön i huvudgrenen som rinner mot Warta och Leniwa Obra som rinner mot Oder. Floden är även förbunden med Wartas övre lopp via Mosińskikanalen.
Obra passerar städerna Krzywiń, Kościan, Zbąszyń, Trzciel, Międzyrzecz, Bledzew och Skwierzyna. 
Mellan Versaillesfreden och andra världskriget utgjorde floden delvis den tysk-polska nationsgränsen.